# Кевін Рош
Кевін Рош (Роуч, Роч; англ. Kevin Roche; 14 червня 1922, Дублін — 1 березня 2019 Гілфорд, США) — американський архітектор ірландського походження.
Лауреат Прітцкерівської премії. 
Під його орудою здійснено понад 200 проєктів як у США, так і за кордоном, а саме вісім музеїв, 38 корпоративних штаб-квартир, сім дослідницьких закладів, центри виконавських мистецтв, театри та будівлі кампусу для шести університетів. 
Закінчив Дублінський університетський коледж в 1945 році, деякий час працював у Лондоні. У 1948 році вирушив до США, щоб підвищити кваліфікацію в Іллінойському технологічному інституті, де в той час викладав Людвіг Міс ван дер Рое. У 1950 році Ееро Саарінен звернув увагу на молодого архітектора і запросив до свого бюро. З 1954 року Рош став партнером у фірмі Саарінена і відтоді брав участь у всіх проєктах старшого колеги. Після смерті Саарінена Рошу довелося завершувати його незакінчені проєкти, зокрема Gateway Arch, 5 термінал аеропорту імені Кеннеді, головний будинок аеропорту імені Даллеса.
У 1966 році на основі «Саарінена і друзів» була створена фірма «Рош і Дінкелоо». Першим великим замовленням став «Музей Каліфорнії» в Окленді. Однак більш прославив Роша манхеттенський офіс Фонду Форда (1967), який став яскравим прикладом атріумної архітектури. Кабінети були розташовані на 12 поверхах навколо великого саду.
Згодом Рош побудував ще низку визначних будівель — 98-метровий будинок «Лицарів Колумба» в Нью-Гейвені (1969), комплекс офісних будівель «Піраміди» в Індіанаполісі (1972), штаб-квартиру Bouygues у Франції (1988) — «білосніжний, воістину імперський у своїй монументальності квартал». Серед пізніх робіт зодчого — одна з найвищих будівель США «Банк оф Америка Плаза» в Атланті (1992), будівля DN Tower 21 в Токіо (1995) і конференц-центр в Дубліні (2010), що привертає увагу перекинутим скляним циліндром.

## Нагороди та визнання
- 1982: Прітцкерівська премія[11]
- 1993: Американський інститут архітекторів – AIA Gold Medal[en][12][13]
- 1990: Золоті медалі Американської академії мистецтв і літератури — Золота медаль за архітектуру
- Академія архітектури – Велика золота медаль
- Премія Total Design Award, Американська асоціація дизайнерів інтер’єру
- Почесна медаль Нью-Йоркського відділення AIA
- Двадцятип’ятирічна премія Американського інституту архітекторів
- Премія Артура Росса класичної Америки
- Премія Брендана Гілла Муніципального художнього товариства Нью-Йорка
- Меморіальна премія Р. С. Рейнольдса
- Премія штату Нью-Йорк
- Нагорода губернатора Каліфорнії за відмінні досягнення в дизайні
- Перші почесні нагороди Альберта С. Барда, Міський клуб Нью-Йорка
- Премія університету Brandeis Creative Arts Award в архітектурі
- Премія Бруннера Американського інституту мистецтва та літератури
- Нагорода Нью-Йоркського відділення Американського інституту архітекторів

Почесні ступені
- Весліанський університет, ступінь доктора образотворчих мистецтв
- Національний університет Ірландії, доктор образотворчих мистецтв
- Коледж Альберта Великого[en], ступінь доктора образотворчих мистецтв
- Коледж Іона , ступінь доктора образотворчих мистецтв
- Єльський університет, ступінь доктора образотворчих мистецтв

## Галерея

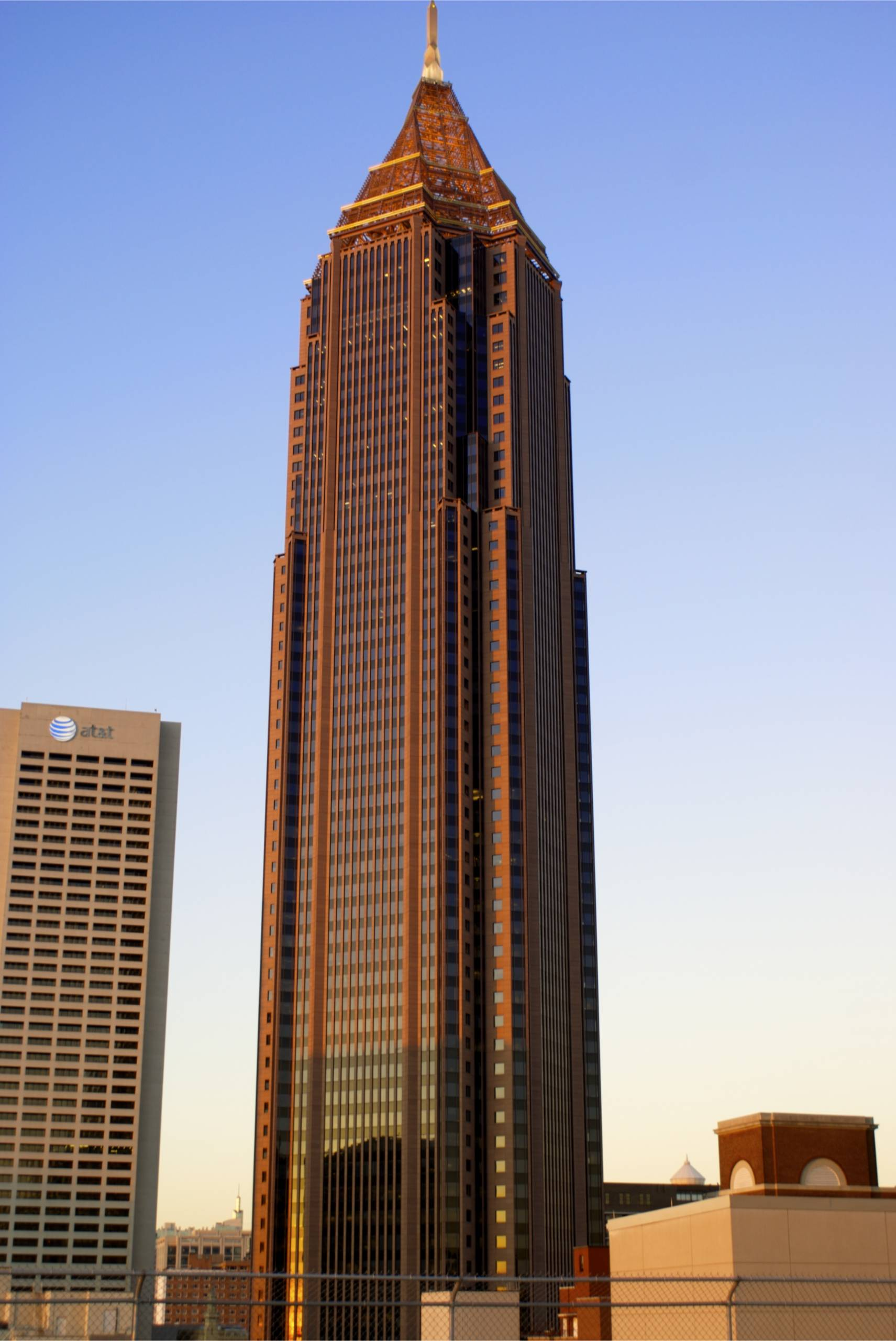
Банк Америка Плаза, Атланта
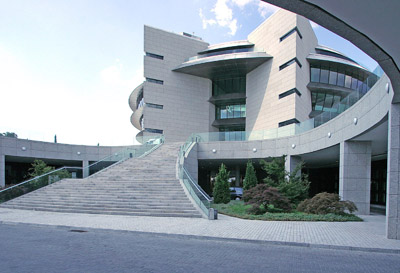
Штаб-квартира Santander Central Hispano, Мадрид
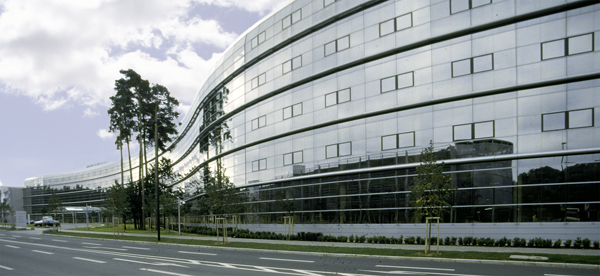
Компанія Lucent Technologies, Нюрнберг
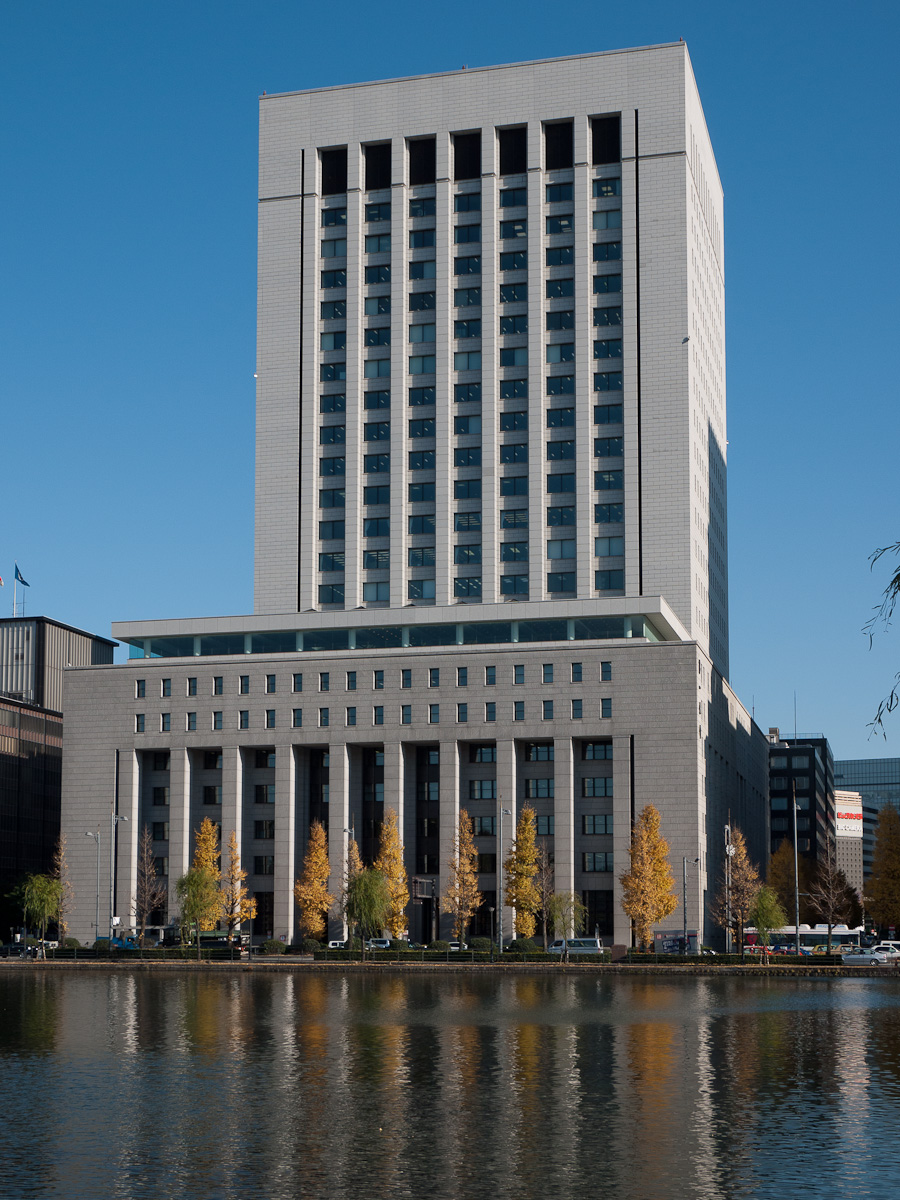
DN Tower 21, Токіо